# Луксембург на Европском првенству у атлетици у дворани 2015.
Луксембург је учествовао на 33. Европском првенству у дворани 2015 одржаном у Прагу, Чешка, од 5. до 8. марта. Ово је било десето европско првенство у дворани од 1974. године од када је Луксембург први пут учествовао. Репрезентацију Луксембурга представљала су 4 такмичара (2 мушкарца и 2 жене) који су се такмичили у 4 дисциплине.
На овом првенству Луксембург није освојио ниједну медаљу али је оборен један национални рекорд.

## Учесници
| Мушкарци: - Karger Vincent — 400 м - Боб Бертемес — Бацање кугле | Жене: - Тифани Шилумба — 60 м - Ђина Роланд — Скок мотком |  |

## Резултати

### Мушкарци
| Атлетичар      | Дисциплина   | Лични рекорд | Квалификације | Квалификације | Полуфинале           | Полуфинале           | Финале               | Финале       | Детаљи |
| Атлетичар      | Дисциплина   | Лични рекорд | Резултат      | Место         | Резултат             | Место                | Резултат             | Место        | Детаљи |
| -------------- | ------------ | ------------ | ------------- | ------------- | -------------------- | -------------------- | -------------------- | ------------ | ------ |
| Karger Vincent | 400 м        | 47,49 НР     | 48,37         | 4. у гр. 1    | Није се квалификовао | Није се квалификовао | Није се квалификовао | 26 / 32 (33) |        |
| Боб Бертемес   | Бацање кугле | 20,29 НР     | 20,56 КВ, НР  | 3.            |                      |                      | 20,48                | 5 / 27 (33)  |        |

### Жене
| Атлетичарка    | Дисциплина  | Лични рекорд | Квалификације | Квалификације | Полуфинале | Полуфинале | Финале                | Финале       | Детаљи |
| Атлетичарка    | Дисциплина  | Лични рекорд | Резултат      | Место         | Резултат   | Место      | Резултат              | Место        | Детаљи |
| -------------- | ----------- | ------------ | ------------- | ------------- | ---------- | ---------- | --------------------- | ------------ | ------ |
| Тифани Шилумба | 60 м        | 7,39 НР      | 7,38 кв, НР   | 5. у гр. 5    | 7,39       | 8. у гр. 2 | Нису се квалификовале | 22 / 37 (38) |        |
| Ђина Роланд    | Скок мотком | 4,25 НР      | 4,30 НР       | 20.           |            |            | Нису се квалификовале | 20 / 22      |        |